# Frank Merrill
Frank Merrill (21 de março de 1893 - 12 de fevereiro de 1966) foi um ginasta premiado (com mais de 58 títulos), policial, dublê e ator de cinema estadunidense da era do cinema mudo, que se tornou mais famoso por ter sido o quinto ator a interpretar Tarzan em um filme. Merril atuou ou foi dublê em 19 filmes entre 1918 e 1929.

## Biografia
Nascido Otto Poll em Newark, Nova Jérsei, Merril foi um premiado ginasta, com mais de 58 títulos nacionais, e foi campeão de 1916 a 1918 (anéis romanos, barras altas e escalada em corda). Foi campeão também de natação, luta livre e boxe. Após vencer uma competição do World’s Most Perfect Man, foi para Hollywood como treinador de boxe e passou a trabalhar como dublê em filmes, passando a ser conhecido como “Hercules of the Screen”. Merril também fora, por algum tempo, da Polícia Montada, e era conhecido como "Adonis Cop."
Merrill foi dublê do primeiro Tarzan do cinema, Elmo Lincoln, no filme Tarzan of the Apes de 1918, e no seriado de 1921 The Adventures of Tarzan, além de ter participado do elenco do seriado de 1928, Tarzan the Mighty. Joe Bonomo estava no elenco para interpretar Tarzan mas, enquanto filmava Perils of the Wild, fraturou sua perna esquerda e ficou bastante ferido em uma cena. O diretor Jack Nelson lembrou de Frank Merrill, que trabalhara com ele em uma produção anterior, o seriado Perils of the Jungle (1927, pela Weiss Brothers Artclass Pictures) e The Adventures of Tarzan, de 1921, em que Merrill dublara Elmo Lincoln. Ele considerou que Merrill seria um substituto natural e o ator começou a filmar na manhã seguinte. Um ano depois, ele estrelaria o seriado Tarzan the Tiger, seu último filme. Apesar de ainda ser um filme mudo, foi parcialmente sonorizado. Merrill fez seu próprio dublê e foi, portanto, o primeiro ator a apresentar o "grito do Tarzan" em um filme, e seu desempenho nesses dois seriados o tornaria o último Tarzan da era silenciosa e o primeiro Tarzan da era sonora.
Tarzan the Tiger foi seu último filme. Foi planejada uma trilogia para o seriado de Tarzan com Frank Merrill. O terceiro episódio se chamaria Tarzan the Terrible. No entanto, a voz de Merrill foi considerada inadequada para filmes sonoros, e a sequência foi cancelada. Mediante sua experiência no papel de Tarzan, considerado benéfico aos jovens, Merrill dedicou o resto de sua vida para trabalhar com crianças na administração da cidade de Los Angeles, a Los Angeles Parks Commission, como um diretor de recreação e como instrutor de ginástica voluntário com a YMCA.
O filme The White Gorilla, lançado em 12 de julho de 1945, utilizou cenas de arquivo do seriado Perils of the Jungle, de 1927, com cenas de Merrill.
Em 1996 foi lançado um documentário, Tarzan at the Movies, Part 2: The Many Faces of Tarzan, apresentando todos os atores que intyerpretaram Tarzan no cinema, entre les Frank Merrill, com cenas de arquivo de seus filmes.

## Vida pessoal e morte
Casou com Elsie Merrill (1893-1965), com quem ficou casado por 50 anos, até a morte dela, em 1965.
Merril morreu aos 72 anos em Los Angeles, Califórnia e foi sepultado no Hollywood Forever Cemetery, onde também foi sepultada sua esposa, falecida um ano antes.

## Filmografia parcial
- Tarzan of the Apes (dublê, 1918)

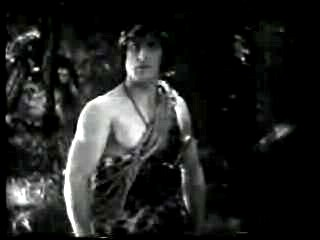
Frank Merrill como Tarzan em Tarzan the Tiger (1929)

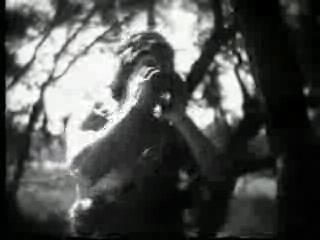
Frank Merrill foi o primeiro ator a fazer o “grito do Tarzan” em Tarzan the Tiger (1929), um filme parcialmente sonorizado.

- The Adventures of Tarzan (dublê e um pequeno papel, 1921)[11]
- A Fighting Heart (1924)
- Reckless Speed (1924)
- Speed Madness (1925)
- The Hollywood Reporster (1926)
- The Fighting Doctor (1926)
- Perils of the Jungle (1927)
- The Little Wild Girl (1928)
- Tarzan the Mighty (1928)
- Tarzan the Tiger (1929)